# Maracaiba
Maracaiba — рід сцинкоподібних ящірок родини сцинкових (Scincidae). Представники цього роду мешкають у Венесуелі і Колумбії.

## Види
Рід Maracaiba нараховує 2 види:
- Maracaiba meridensis (Miralles, G. Rivas, & Schargel, 2005)
- Maracaiba zuliae (Miralles, G. Rivas, Bonillo, Schargel, Barros, García-Perez, & Barrio-Amorós, 2009)